# Gobby
Gobby — свободный текстовый редактор с открытым исходным кодом для Windows и Unix-подобных платформ с поддержкой совместного редактирования текста. Редактор может быть свободно запущен под Wine и работать под управлением Linux. Работает на Mac OS X с использованием Apple X11.app. Распространяется под GNU GPLv2. Первоначально был выпущен в июне 2005 г. группой разработчиков "0x539". Для своих виджетов с графическим интерфейсом Gobby использует GTK+. Входит в состав основного набора программ операционной системы TAILS.

## Описание
Gobby имеет архитектуру клиент-сервер, которая поддерживает несколько документов в одном сеансе, синхронизацию документов по запросу, защиту паролем и IRC-подобный чат для соединений за пределами основного канала связи. Пользователи могут выбрать цвет выделения для набранного в документе текста. Gobby полностью поддерживает Unicode, обеспечивает подсветку синтаксиса для большинства языков программирования и имеет базовую поддержку Zeroconf.
Также для редактора предоставляется выделенный сервер под названием "Sobby" вместе со сценарием, который может форматировать сохраненные сеансы для Интернета (например, для предоставления журналов встреч с совместно подготовленной стенограммой). Имеется протокол совместного редактирования "Obby", существуют также другие реализации, использующие этот протокол (например, Rudel,  плагин для GNU Emacs). Gobby 0.5 заменяет Sobby новым сервером под названием infinoted.
Версия 0.4.0 включает полностью зашифрованные соединения и дополнительные улучшения удобства использования. По отзывам пользователей версии до 0.5.0 имели некоторые проблемы.
Версии с номерами 0.4.9x являются предварительными версиями для версии 0.5.0. Наиболее заметным улучшением является поддержка отмены с использованием алгоритма adOPTed для управления параллелизмом.

## Критика
В то время как разработчиками заявляется поддержка Unicode, было высказано предположение, что продукт подходит для создания открытого текста, а не форматированных документов.